# Jean Bruhat
Jean Bruhat (ur. 1905, zm. 1983) – francuski polityk, historyk, sowietolog. 
Był członkiem Francuskiej Partii Komunistycznej. Pomimo iż nie znał rosyjskiego i nigdy nie był w ZSRR, jego prace były często wznawiane i miały znaczenie dla rozwoju sowietologii. 

## Wybrane publikacje
- Histoire de l'URSS, Paris, PUF, coll. « Que sais-je ? », 1945, douzième édition 1980, 126 p.
- Les Journées de février 1848, Paris, PUF, 1948.
- L'Europe, la France et le mouvement ouvrier en 1848, Paris, Éditions sociales, 1948, brochure de 48 pages, publiée dans le cadre  de la collection Les conférences de l'Université nouvelle, avec pour sous-titre : le Centenaire du Manifeste.
- Destin de l'histoire, essai sur l'apport du marxisme aux études historiques, Paris, Éditions sociales, 1949, brochure de 62 pages, publiée dans le cadre de la collection Les grandes conférences de " La Pensée" .
- Histoire du mouvement ouvrier français : des origines à la révolte des Canuts, Paris, Éditions sociales, 1952, 287 p.
- Lénine, Paris, Club français du livre, 1960, réédité par le Livre club Diderot, Paris, 1976, 294 p.
- La première Internationale et les syndicats, Paris, Centre confédéral d'Éducation ouvrière, Cgt, 1964. Brochure de 64 pages, préfacée par René Duhamel, membre du Bureau confédéral de la Cgt.
- avec Marc Piolot, Esquisse d'une histoire de la CGT (1895-1965), Paris, Éditions du Centre confédéral d'éducation ouvrière de la CGT, 1967, 383 p.
- en collaboration avec Jean Dautry et Émile Tersen, La Commune de 1871, Paris, Éditions sociales, 1970, 463 p.
- Karl Marx - Friedrich Engels, essai biographique, Paris, Club français du livre, 1960, réédité par le Livre club Diderot, Paris, 1976, 380 p.
- Napoléon : les mythes et la réalité, Cercle parisien de la Ligue française de l'enseignement, 1969, 34 p.
- Eugène Varlin, militant ouvrier, révolutionnaire et communard, Paris, EFR et Club Diderot, 1975, 286 p.
- Gracchus Babeuf et les Égaux ou « le premier parti communiste agissant », Librairie académique Perrin, 1978, 252 p.
- (en collaboration), Histoire de la France contemporaine Paris, Éditions sociales, 1979, tome II et III.
- Il n'est jamais trop tard (souvenirs), Paris, Albin Michel, 1983, 296 p. Autobiographie utilisée en "Source"

## Publikacje w języku polskim
- Historia francuskiego ruchu robotniczego, t. 1: Od zarania ruchu robotniczego do powstania tkaczy lyońskich, tł. Aleksander Leyfell, Warszawa: Książka i Wiedza 1956.